# Effusiella
Effusiella es un género que tiene asignada ocho especies de orquídeas, originarias de  Sudamérica. 

## Descripción
Son plantas de rizoma más o menos a corto con ramicaules  unifoliados envueltos por una sola vaina alargada tubular hasta la mitad de su longitud, y hojas coriáceas que varían en grosor y forma. La inflorescencia es muy variable, nace desde el ápice del ramicaule y puede ser corta o bastante larga, erecta o semierecta, con flores en sucesión, simutáneas o solitarias, a veces formando ángulos sinuosos.
Las flores están formadas por diversas  sépalos recrecidos de distintos formatos, pétalos como se describió anteriormente, y labio arqueado, más o menos lobulado, con lóbulos erectos y dos callos cerca de la base, a veces en el borde del labio, subunguiculado. La columna es alargada y presenta antera con dos polinias ventrales  y la prolongación podiforme variable.

## Distribución y hábitat
Effusiella tiene cerca de cuarenta especies de tamaño pequeño o medio, epífitas, raramente de hábitos terrestres, por lo general de crecimiento cespitoso, a veces algo rastrero. Se encuentran en América Central, Andes y El Caribe.

## Evolución, filogenia y taxonomía
Establecido en 2007 por Carlyle August Luer, cuando ascendió desde el rango de subgénero del género Pleurothallis, fue publicado en Monográficos de Botánica Sistemática del Jardín Botánico de Missouri, volumen 112. Effusiella amparoana es su especie tipo.
Las especies de este género tienen una historia muy compleja en la clasificación. Como se ha descrito inicialmente, estaban sujetos a diversos géneros.
En 1986 Luer las agrupó en una sección del subgénero Specklinia de Pleurothallis.
En 2000, para un mejor estudio de estas especies que a pesar de parecerse a Anathallis, a algunos les parecerá aún más similar a Acianthera, así que decidió crear un subgénero específicamente para ellos.
En 2001 Pridgeon y Chase, al analizar su posición filogenética, concluyeron que, en realidad, aunque sus flores se asemejan a las de Pleurothallis, estas especies han evolucionado de un ancestro común de las Stelis y no de Pleurothallis, al no querer crear un nuevo género, todas fueron subordinadas a Stelis.
Como la diferencia en la morfología floral que presentan con Stelis es enorme, Luer propone que el género Effusiella los agrupe. También afirma que en Brasil hay especies morfológicamente muy similares a  Effusiella, que sólo puede ser distinguidas por medio del análisis molecular, estas especies corresponden a lo que Pabst determinó como la sección fractiflexae de Pleurothallis. Luer incluye estas especies de Brasil en el género Pabstiella.

## Sinonimia
- Pleurothallis subgen. Effusia Luer, Monogr. Syst. Bot. Missouri Bot. Gard. 79: 54. 2000 (em parte).
- Pleurothallis sect. Effusia Lindley (en parte).

## Especies deEffusiella
1. Effusiella amparoana (Schltr.) Luer, Monogr. Syst. Bot. Missouri Bot. Gard. 112: 116 (2007).
2. Effusiella brenneri (Luer) Luer, Monogr. Syst. Bot. Missouri Bot. Gard. 112: 116 (2007).
3. Effusiella chlorina (Luer) Luer, Monogr. Syst. Bot. Missouri Bot. Gard. 112: 116 (2007).
4. Effusiella cocornaensis (Luer & R.Escobar) Luer, Monogr. Syst. Bot. Missouri Bot. Gard. 112: 116 (2007).
5. Effusiella convallaria (Schltr.) Luer, Monogr. Syst. Bot. Missouri Bot. Gard. 112: 116 (2007).
6. Effusiella convoluta (Lindl.) Luer, Monogr. Syst. Bot. Missouri Bot. Gard. 112: 116 (2007).
7. Effusiella cypripedioides (Luer) Luer, Monogr. Syst. Bot. Missouri Bot. Gard. 112: 116 (2007).
8. Effusiella dilatata (C.Schweinf.) Luer, Monogr. Syst. Bot. Missouri Bot. Gard. 112: 116 (2007).
9. Effusiella diminuta (Luer) Luer, Monogr. Syst. Bot. Missouri Bot. Gard. 112: 116 (2007).
10. Effusiella erucosa (Luer & R.Escobar) Luer, Monogr. Syst. Bot. Missouri Bot. Gard. 112: 116 (2007).
11. Effusiella flexuosa (Poepp. & Edlich.) Luer, Monogr. Syst. Bot. Missouri Bot. Gard. 112: 116 (2007).
12. Effusiella fornicata (Luer) Luer, Monogr. Syst. Bot. Missouri Bot. Gard. 112: 116 (2007).
13. Effusiella immersa (Linden & Rchb.f.) Luer, Monogr. Syst. Bot. Missouri Bot. Gard. 112: 116 (2007).
14. Effusiella imraei (Lindl.) Luer, Monogr. Syst. Bot. Missouri Bot. Gard. 112: 116 (2007).
15. Effusiella jalapensis (Kraenzl.) Luer, Monogr. Syst. Bot. Missouri Bot. Gard. 112: 116 (2007).
16. Effusiella lehmanneptis (Luer & R.Escobar) Luer, Monogr. Syst. Bot. Missouri Bot. Gard. 112: 116 (2007).
17. Effusiella listerophora (Schltr.) Luer, Monogr. Syst. Bot. Missouri Bot. Gard. 112: 116 (2007).
18. Effusiella longispicata (L.O.Williams) Luer, Monogr. Syst. Bot. Missouri Bot. Gard. 112: 117 (2007).
19. Effusiella niesseniae (Luer) Luer, Monogr. Syst. Bot. Missouri Bot. Gard. 112: 117 (2007).
20. Effusiella nigriflora (L.O.Williams) Luer, Monogr. Syst. Bot. Missouri Bot. Gard. 112: 117 (2007).
21. Effusiella nonresupinata (Solano & Soto Arenas) Luer, Monogr. Syst. Bot. Missouri Bot. Gard. 112: 117 (2007).
22. Effusiella oestlundiana (L.O.Williams) Luer, Monogr. Syst. Bot. Missouri Bot. Gard. 112: 117 (2007).
23. Effusiella ornata (Rchb.f.) Luer Luer, Monogr. Syst. Bot. Missouri Bot. Gard. 112: 117 (2007).
24. Effusiella petiolaris (Luer) Luer Luer, Monogr. Syst. Bot. Missouri Bot. Gard. 112: 117 (2007).
25. Effusiella platystylis (Schltr.) Luer, Monogr. Syst. Bot. Missouri Bot. Gard. 112: 117 (2007).
26. Effusiella prolixa (Luer & Hirtz) Luer, Monogr. Syst. Bot. Missouri Bot. Gard. 112: 117 (2007).
27. Effusiella pseudocheila (Luer) Luer, Monogr. Syst. Bot. Missouri Bot. Gard. 112: 117 (2007).
28. Effusiella resupinata (Ames) Luer, Monogr. Syst. Bot. Missouri Bot. Gard. 112: 117 (2007).
29. Effusiella retusa (La Llave & Lex.) Luer, Monogr. Syst. Bot. Missouri Bot. Gard. 112: 117 (2007).
30. Effusiella rostratissima (Luer & J.J.Portilla) Luer, Monogr. Syst. Bot. Missouri Bot. Gard. 112: 117 (2007).
31. Effusiella scabrata (Lindl.) Luer, Monogr. Syst. Bot. Missouri Bot. Gard. 112: 117 (2007).
32. Effusiella tarantula (Luer & Hirtz) Luer, Monogr. Syst. Bot. Missouri Bot. Gard. 112: 117 (2007).
33. Effusiella thomasiae (Luer) Luer, Monogr. Syst. Bot. Missouri Bot. Gard. 112: 117 (2007).
34. Effusiella tortilis (Luer & R.Escobar) Luer, Monogr. Syst. Bot. Missouri Bot. Gard. 112: 117 (2007).
35. Effusiella trichostoma (Luer) Luer, Monogr. Syst. Bot. Missouri Bot. Gard. 112: 117 (2007).
36. Effusiella trulla (Rchb.f. & Warsz.) Luer, Monogr. Syst. Bot. Missouri Bot. Gard. 112: 117 (2007).
37. Effusiella vaginata (Schltr.) Luer, Monogr. Syst. Bot. Missouri Bot. Gard. 112: 117 (2007).
38. Effusiella villosa (Knowles & Westc.) Luer, Monogr. Syst. Bot. Missouri Bot. Gard. 112: 117 (2007).
39. Effusiella ximenae (Luer & Hirtz) Luer, Monogr. Syst. Bot. Missouri Bot. Gard. 112: 117 (2007).